# Єва (фільм, 2010)
«Єва» — румунський фільм 2010 року.

## Сюжет
Єва зустріла Тюдора на свій 16-тий день народження і покохала його на все життя. Та на їхні стосунки впливали постійні загадкові зникнення Тюдора. Під час одного з них Єва стає дружиною барона Освальда Фон Зееле. Та коли Тюдор знову повертається, почуття між ним і Євою спалахують з новою силою. Вони проводять разом незабутнє літо. Єва завагітніла, її шлюб зруйнований. Тюдор знову зникає, а в Європі починається війна.